# داني بيرسون
داني بيرسون (بالإنجليزية: Danny Pearson)‏ هو سياسي أسترالي، ولد في 15 فبراير 1973 في ملبورن في أستراليا. حزبياً، نشط في حزب العمل الأسترالي (فرع فكتوريا) ‏. وقد انتخب عضو الجمعية التشريعية فيكتوريا عن دائرة Electoral district of Essendon ‏ (29 نوفمبر 2014 – ).